# Felsenkopf
Der Felsenkopf ist mit einer Höhe von 2835 Metern der vierthöchste Berg des Rätikons, einer Gebirgsgruppe der zentralen Ostalpen und gehört zur Schesaplanagruppe. Der Vermessungspunkt des Gipfels liegt im österreichischen Bundesland Vorarlberg, die Staatsgrenze zum Schweizer Kanton Graubünden verläuft etwa 500 Meter südwestlich. 
Der Felsenkopf ist Bestandteil eines Grats, der von der Schesaplana (2964 m) aus in nordöstlicher Richtung verläuft. Der Berg weist keine besondere Dominanz auf, Erstbesteigungen aus der ersten und zweiten Epoche der Alpenerschließung aus dem 19. Jahrhundert sind nicht überliefert.

## Umgebung
Der Felsenkopf gehört zur Schesaplanagruppe und liegt im Nordostgrat, der sich von der Schesaplana aus über eine Länge von über drei Kilometern bis zum Nordufer des Lünersees (Wasserspiegel auf 1970 Metern Höhe) hinzieht. An der Nordwestseite des Berges zieht sich der Brandner Ferner, der einzige bedeutende Gletscher des Rätikons, bis zu einer Höhe von 2700 Metern hinauf. Im Südwesten liegt die Tote Alpe, auch Totalp genannt, ein ehemaliger Gletscher, dessen Rest der Lünersee ist. Benachbarte Berge sind im Westen die 500 Meter Luftlinie entfernte Schesaplana und im Nordosten der 2805 Meter hohe Zirmenkopf. Die nächsten bedeutenden Siedlungen sind in nordwestlicher Richtung der Nenzinger Himmel im Gamperdonatal, sechs Kilometer, im Nordosten Brand im Brandner Tal, 5 km (beide in Vorarlberg) und im Süden, in gut 6 Kilometern Entfernung, das Graubündner Schuders (eine Fraktion der Gemeinde Schiers).

## Stützpunkte und Wege
Die einfachsten Wege (Normalwege) auf den Felsenkopf führen von Norden und Westen aus auf den Gipfel. Die Routen verlaufen als leichte Gletschertour, nur mit entsprechender Ausrüstung und Erfahrung zu begehen, von der Mannheimer Hütte auf 2679 Metern Höhe aus über den Brandner Ferner und den Schuttkegeln der Nordwestflanke zum Gipfel. Von Süden her ist eine Besteigung auf dem Schesaplanasteig über die Tote Alpe möglich. Hier dient als Stützpunkt die Totalphütte, auf 2381 Metern Höhe gelegen. Von der Hütte aus verläuft der Weg in westlicher Richtung über die Tote Alpe bis zum Schesaplanafürkeli und weiter über den Nordostgrat in leichter bis mäßig schwieriger Kletterei im UIAA Schwierigkeitsgrad I bis II zum Gipfel.